# Harry Legge-Bourke
Edward Alexander Henry Legge-Bourke (16 mai 1914 - 21 mai 1973) est un homme politique britannique, député pour l'île d'Ely de 1945 jusqu'à sa mort en 1973 .

## Jeunesse
Legge-Bourke est le fils unique du lieutenant Nigel Walter Legge-Bourke (1889–1914), qui est tué au combat pendant la Première Guerre mondiale en octobre 1914, et de Lady Victoria Alexandrina Wynn-Carington (1892–1966). Par son grand-père paternel, le militaire et courtisan Henry Legge, il est un arrière-petit-fils de William Legge (5e comte de Dartmouth). Son grand-père maternel est le marquis du Lincolnshire et sa grand-mère maternelle, Cecilia Margaret Harbord, est la fille de Charles Harbord (5e baron Suffield). 
Il sert aux côtés de Jock Colville (son demi cousin) comme page d'honneur à partir de 1926 . Formé au Collège d'Eton et au Collège militaire royal de Sandhurst, Legge-Bourke entre chez les Royal Horse Guards en 1934. Il y sert pendant toute la Seconde Guerre mondiale, atteignant le grade de major. En 1941, il est officier de liaison, GQG, des forces britanniques en Grèce et sert dans la 7e division blindée à El-Alamein .

## Politique
Legge-Bourke est élu député de l'île d'Ely en 1945 en tant que membre du Parti conservateur. Sa victoire sur le libéral James de Rothschild est l'un des rares gains conservateurs de l'élection. Legge-Bourke est un président de premier plan du Comité 1922 regroupant les députés d'arrière-ban conservateurs. En 1960, il est investi en tant que membre de l'Ordre de l'Empire britannique. En tant que représentant d'Est-Anglie, il s'intéresse particulièrement au drainage des terres et est vice-président de l'Association of Drainage Authorities. Député local populaire, il a demandé au premier ministre Clement Attlee de «changer le bilan sanglant» en lui lançant une pièce de monnaie - un incident qui l'a brièvement exclu de la Chambre des communes. 

## Famille
Legge-Bourke épouse Catherine Jean Grant (1917–2007), fille du colonel Sir Arthur Grant de Monymusk, 10e baronnet, et Evelyn Alice Lindsay Wood. Ils ont trois enfants: 
- William Nigel Henry Legge-Bourke (1939–2009); épouse Elizabeth Shân Josephine Bailey, fille du 3e baron Glanusk.
- Heneage Legge-Bourke (né en 1948); épouse Maria Clara de Sá-Carneiro et a des enfants (dont Eleanor Legge-Bourke).
- Victoria Lindsay Legge-Bourke (née en 1950).

Il hérite d'une fraction du poste de Lord-grand-chambellan d'Angleterre, remplacé par son fils, William. Sa belle-fille, Shân Legge-Bourke, Lord Lieutenant de Powys, devient une dame d'honneur d'Élisabeth II. Sa petite-fille, Alexandra "Tiggy" Legge-Bourke (maintenant Pettifer), est la nounou des princes William et Harry. Une autre petite-fille, Eleanor Legge-Bourke, est une personnalité de la télé-réalité en France. 
Legge-Bourke est décédé en 1973, à l'âge de 59 ans, alors qu'il est encore député. L'élection partielle pour le remplacer est remportée par le libéral Clement Freud. Legge-Bourke et sa femme sont incinérés et leurs cendres enterrées dans la Cathédrale d'Ely. 